# 第4普通科連隊
第4普通科連隊（だいよんふつうかれんたい、JGSDF 4th Infantry Regiment (Light)）は、陸上自衛隊帯広駐屯地（北海道帯広市）に駐屯する第5旅団隷下の普通科連隊（軽）である。

## 概要
連隊長は1等陸佐（三）が充てられ、連隊本部、本部管理中隊および3個普通科中隊により編成される。
1951年（昭和26年）5月に警察予備隊の部隊として編成された。その後の部隊改編により、本連隊の普通科大隊を母体として第27普通科連隊が編成された。
2004年（平成16年）3月に第5師団の旅団化に伴い、普通科連隊（軽）へ改編された。

## 沿革
第4連隊
- 1951年（昭和26年）5月1日：警察予備隊帯広部隊を母体に第2管区隊第4連隊として帯広駐屯地において編成、第3大隊は遠軽駐屯地に配置。
- 1952年（昭和27年）1月19日：第4連隊第3大隊（遠軽駐屯地）は第6連隊第2大隊（遠軽駐屯地）に、第5連隊第3大隊（函館駐屯地）は第4連隊第3大隊（函館駐屯地）に改称。
- 1953年（昭和28年）10月5日：第3大隊が函館駐屯地から釧路駐屯地に移駐。

第4普通科連隊
- 1954年（昭和29年）
  - 7月1日：陸上自衛隊発足により、第4普通科連隊に称号変更。
  - 9月10日：第5管区隊編成により、第5管区隊に隷属。
  - 10月5日：第4普通科連隊第14中隊および第6普通科連隊第14中隊を基幹に第5特車大隊が帯広駐屯地に新編。
- 1962年（昭和37年）1月18日：第5管区隊の第5師団への改編に伴い、連隊再編。

1. 本部管理中隊および4個普通科中隊、重迫撃砲中隊編成となる。
2. 第3大隊（釧路駐屯地）を基幹として第27普通科連隊を釧路駐屯地に編成。

- 1969年（昭和44年）4月：警備隊区を分割し、東十勝の9ヶ町村を担当。
- 1989年（昭和元年）3月24日：師団近代化への改編により、自動車化。
- 1993年（平成05年）2月：第2次カンボディア派遣施設大隊に6名の隊員を派遣。
- 2004年（平成16年）3月29日：上位部隊である第5師団の第5旅団への改編に伴う部隊改編。

1. 普通科連隊（軽）へ改編され、即応予備自衛官部隊（コア部隊）に指定。
2. 連隊長の指定階級が1等陸佐（二）から1等陸佐（三）に変更。
3. 重迫撃砲中隊を廃止。
4. 本部管理中隊に重迫撃砲小隊を新編。
5. 後方支援体制変換に伴い、整備部門を第5後方支援隊第2整備中隊第1普通科直接支援小隊へ移管。

- 2011年（平成23年）4月22日：部隊改編。

1. 即応予備自衛官指定部隊の任を解かれ、完全フル化改編。
2. 第4普通科中隊を廃止し、同中隊を基幹として第52普通科連隊第3普通科中隊に改編。

- 2022年（令和04年）3月17日：連隊改編[1]。

1. 各普通科中隊の対戦車小隊を廃止（本部管理中隊に集約）。
2. 本部管理中隊に対戦車小隊（中距離多目的誘導弾を装備）を新編[1]。

- 2023年（令和05年）3月16日：第1普通科中隊が96式装輪装甲車化中隊から軽装甲機動車化中隊へ改編[2]。

## 部隊編成
- 第4普通科連隊本部
- 本部管理中隊「4普-本」
  - 中隊本部
  - 連隊本部班：82式指揮通信車
  - 対戦車小隊：中距離多目的誘導弾
  - 重迫撃砲小隊：120mm迫撃砲 RT
  - 情報小隊：軽装甲機動車、偵察用オートバイ
  - 施設作業小隊：小型ドーザ、資材運搬車
  - 通信小隊
  - 補給小隊：3 1/2tトラック
  - 衛生小隊：1トン半救急車
  - 狙撃班
- 第1普通科中隊「4普-1」：軽装甲機動車、81mm迫撃砲 L16、01式軽対戦車誘導弾
- 第2普通科中隊「4普-2」：高機動車、81mm迫撃砲 L16、01式軽対戦車誘導弾
- 第3普通科中隊「4普-3」：高機動車、81mm迫撃砲 L16、01式軽対戦車誘導弾

## 整備支援部隊
- 第5後方支援隊第2整備中隊第1普通科直接支援小隊「5後支-2整」（帯広駐屯地）：2004年（平成16年）3月29日から

## 主要幹部
| 官職名          | 階級    | 氏名     | 補職発令日     | 前職                 |
| --------------- | ------- | -------- | -------------- | -------------------- |
| 第4普通科連隊長 | 1等陸佐 | 小林憲正 | 2024年03月18日 | 陸上幕僚監部副法務官 |

| 代 | 氏名                   | 在職期間                        | 前職                                  | 後職                                                     |
| -- | ---------------------- | ------------------------------- | ------------------------------------- | -------------------------------------------------------- |
| 01 | 野山青雲 （1等警察正） | 1951年05月01日 - 1952年08月22日 |                                       | 第700武器整備隊本部所属                                  |
| 02 | 四戸陸三 （1等警察正） | 1952年08月23日 - 1954年06月09日 | 警察予備隊総隊総監部訓練部総務班長    | 第1管区総監部附                                          |
| 03 | 松本章雄 （1等保安正） | 1954年06月10日 - 1954年06月30日 | 保安隊幹部学校附                      | 北部方面総監部付                                         |
| 04 | 大井重勝               | 1954年07月01日 - 1956年08月15日 | 第1管区総監部第4部長                  | 陸上自衛隊幹部候補生学校副校長                           |
| 05 | 福武和郎               | 1956年08月16日 - 1958年07月31日 | 陸上自衛隊業務学校勤務                | 陸上自衛隊業務学校副校長                                 |
| 06 | 羽柴正一               | 1958年08月01日 - 1960年07月31日 | 陸上自衛隊幹部学校教官                | 自衛隊滋賀地方連絡部長                                   |
| 07 | 木村敏男               | 1960年08月01日 - 1962年07月31日 | 東北方面総監部第1部長                 | 陸上自衛隊富士学校 総合教育部副部長 兼 同部教務課長      |
| 08 | 栗栖弘臣               | 1962年08月01日 - 1965年07月15日 | 陸上幕僚監部第2部総括班長             | 第12師団司令部幕僚長                                     |
| 09 | 米田満                 | 1965年07月16日 - 1967年07月16日 | 中部方面総監部第4部勤務               | 自衛隊秋田地方連絡部長                                   |
| 10 | 大山安彦               | 1967年07月17日 - 1969年07月15日 | 陸上幕僚監部幕僚庶務室付幹部          | 陸上幕僚監部第5部総括班長                                |
| 11 | 小岩井千里             | 1969年07月16日 - 1971年07月15日 | 陸上幕僚監部付                        | 防衛研修所所員                                           |
| 12 | 船越良一               | 1971年07月16日 - 1973年07月15日 | 陸上幕僚監部第3部勤務                 | 統合幕僚会議事務局第5幕僚室勤務                          |
| 13 | 刀禰哲                 | 1973年07月16日 - 1975年07月15日 | 陸上幕僚監部付                        | 陸上自衛隊幹部学校研究員                                 |
| 14 | 西田了                 | 1975年07月16日 - 1977年07月31日 | 第2教育団本部訓練科長                 | 自衛隊体育学校勤務                                       |
| 15 | 小林清人               | 1977年08月01日 - 1979年07月31日 | 陸上自衛隊富士学校普通科部 研究課長   | 陸上自衛隊富士学校 総合研究開発部副部長                  |
| 16 | 鶴田拓夫               | 1979年08月01日 - 1982年03月15日 | 第11師団司令部第1部長                 | 陸上幕僚監部教育訓練部教育課 教育班長                    |
| 17 | 菊地勝夫               | 1982年03月16日 - 1984年03月15日 | 自衛隊大阪地方連絡部募集課長          | 陸上自衛隊幹部学校学校教官                               |
| 18 | 野見山昌士             | 1984年03月16日 - 1986年03月16日 | 第6師団司令部第3部長                  | 陸上幕僚監部人事部人事計画課 服務班長                    |
| 19 | 内田芳郎               | 1986年03月17日 - 1988年07月31日 | 陸上幕僚監部調査部付                  | 陸上幕僚監部調査部                                       |
| 20 | 喜田邦彦               | 1988年08月01日 - 1990年07月31日 | 第2師団司令部第3部長                  | 防衛研究所所員                                           |
| 21 | 永岑富彦               | 1990年08月01日 - 1993年03月23日 | 陸上幕僚監部人事部援護業務課 援護班長 | 陸上幕僚監部総括副監察官                                 |
| 22 | 川村康之               | 1993年03月24日 - 1995年07月31日 | 日本原駐屯地業務隊長                  | 防衛大学校教授                                           |
| 23 | 萩原康嗣               | 1995年08月01日 - 1997年12月07日 | 陸上自衛隊調査学校研究部長            | 東部方面総監部調査部長                                   |
| 24 | 遠藤次裕               | 1997年12月08日 - 2000年03月31日 | 陸上幕僚監部調査部調査課 業務班長     | 東部方面総監部調査部長                                   |
| 25 | 吉井徹                 | 2000年04月01日 - 2002年07月31日 | 陸上自衛隊幹部学校教育部教務課長      | 東部方面総監部勤務                                       |
| 26 | 村上芳幸               | 2002年08月01日 - 2004年03月28日 | 東北方面総監部人事部人事課長          | 第5旅団司令部幕僚長                                      |
| 27 | 三浦秀明               | 2004年03月29日 - 2006年04月01日 | 第5陸曹教育隊長                       | 退職                                                     |
| 28 | 畔田保之               | 2006年04月01日 - 2000年03月25日 | 第5陸曹教育隊長                       | 東部方面総監部防衛部                                     |
| 29 | 加藤隆                 | 2008年03月26日 - 2010年11月30日 | 北部方面総監部人事部援護業務課長      | 北部方面総監部付                                         |
| 30 | 萩知幸                 | 2010年12月01日 - 2012年12月03日 | 情報本部勤務                          | 北部方面総監部人事部厚生課長                             |
| 31 | 境孝明                 | 2012年12月04日 - 2015年03月31日 | 陸上自衛隊研究本部研究員              | 陸上自衛隊幹部候補生学校教育部長                         |
| 32 | 森迫隆文               | 2015年04月01日 - 2016年07月31日 | 第7師団司令部第4部長                  | 第1陸曹教育隊長                                          |
| 33 | 佐藤慎二               | 2016年08月01日 - 2018年03月22日 | 陸上自衛隊幹部学校付                  | 陸上幕僚監部監理部総務課企画班長                         |
| 34 | 荒木貴志               | 2018年03月23日 - 2020年03月15日 | 陸上自衛隊幹部学校                    | 陸上自衛隊教育訓練研究本部主任教官                       |
| 35 | 甲斐久博               | 2020年03月16日 - 2022年07月31日 | 情報本部勤務                          | 陸上自衛隊富士学校勤務                                   |
| 36 | 南條衛                 | 2022年08月01日 - 2024年03月17日 | 陸上自衛隊富士学校主任教官            | 統合幕僚学校 国際平和協力センター教育・研究室 主任研究官 |
| 37 | 小林憲正               | 2024年03月18日 -                | 陸上幕僚監部副法務官                  |                                                          |

## 主要装備
- 96式装輪装甲車
- 軽装甲機動車
- 高機動車
- 1/2tトラック / 73式小型トラック
- 1 1/2tトラック / 73式中型トラック
- 3 1/2tトラック / 73式大型トラック
- 89式5.56mm小銃
- 5.56mm機関銃MINIMI
- 中距離多目的誘導弾
- 84mm無反動砲
- 01式軽対戦車誘導弾
- 81mm迫撃砲 L16
- 120mm迫撃砲 RT

## 警備隊区
帯広市、芽室町、中札内村、更別村、大樹町、広尾町、幕別町、豊頃町及び浦幌町。

## 改編・廃止部隊
- 1962年（昭和37年）1月17日廃止
  - 第4普通科連隊第1大隊（帯広駐屯地）： 第4普通科連隊の4個普通科中隊、重迫撃砲中隊に改編。
  - 第4普通科連隊第2大隊（帯広駐屯地）：第4普通科連隊の4個普通科中隊、重迫撃砲中隊に改編。
  - 第4普通科連隊第3大隊（釧路駐屯地）：第27普通科連隊に改編。
- 2004年（平成16年）3月28日廃止
  - 第4普通科連隊本部管理中隊管理整備小隊「4普-本」（帯広駐屯地）：整備部門を第5後方支援隊第2整備中隊第1普通科直接支援小隊へ移管。
  - 第4普通科連隊重迫撃砲中隊「4普-重」（帯広駐屯地）：第4普通科連隊本部管理中隊重迫撃砲小隊に縮小改編。
- 2011年（平成23年）4月21日廃止
  - 第4普通科連隊第4普通科中隊「4普-4」（帯広駐屯地）：第52普通科連隊第3普通科中隊に改編。

- 2022年（令和04年）3月16日廃止
  - 第1普通科中隊対戦車小隊「4普-1」（帯広駐屯地）：第4普通科連隊本部管理中隊対戦車小隊に集約。
  - 第2普通科中隊対戦車小隊「4普-2」（帯広駐屯地）：第4普通科連隊本部管理中隊対戦車小隊に集約。
  - 第3普通科中隊対戦車小隊「4普-3」（帯広駐屯地）：第4普通科連隊本部管理中隊対戦車小隊に集約。